# Lonomia
Lonomia is een geslacht van vlinders van de familie nachtpauwogen (Saturniidae), uit de onderfamilie Hemileucinae.

## Soorten
- L. achelous (Cramer, 1777)
- L. beneluzi Lemaire, 2002
- L. camox Lemaire, 1972
- L. columbiana Lemaire, 1972
- L. descimoni Lemaire, 1972
- L. diabolus Draudt, 1929
- L. electra Druce, 1886
- L. francescae L. Racheli, 2005
- L. frankae Meister, Naumann, Brosch & Wenczel, 2005
- L. obliqua Walker, 1855
- L. pseudobliqua Lemaire, 1973
- L. rufescens Lemaire, 1972
- L. serranoi Lemaire, 2002
- L. venezuelensis Lemaire, 1972